# Arkys varians
Arkys varians (Balogh, 1978) è un ragno appartenente alla famiglia Arkyidae.

## Etimologia
Il nome del genere deriva dal greco ἄρκυς, àrkys, cioè rete da caccia, a causa del modo di disporre la ragnatela.

## Distribuzione
La specie è stata reperita nella Nuova Caledonia, nei pressi delle località di Monte Rembai, Monte Koghi, Monte Aupinié e nella valle di Nehué.

## Tassonomia
Al 2012 non sono note sottospecie e dal 1984 non sono stati esaminati nuovi esemplari.